# زهرة الفاسية
زهرة الفاسية مغنية مغربية من أصل يهودي تنحدر من مدينة صفرو. يلاحظ الباحث في مسيرة الفنانة زهرة الفاسية تضاربا في المراجع التي تؤرخ لحياتها، فبعضها يرجع تاريخ ميلادها إلى سنة 1900 م بمدينة فاس، ووفاتها في السبعينات بإسرائيل.
وبعضها الآخر يرجعه إلى عام 1905 م بمدينة صفرو، ورحيلها في عام 1994 بإسرائيل.
وهنا لايعرف أحد معلومات كافية عنها.

## بدايات الفنانة
سجلت أول أعمالها في سنوات العشرينات من القرن الماضي عند شركة باطي وكراموفون. زهرة الفاسية ليس هو اسمها الحقيقي لأن العادة جرت أن النساء المغنيات كن يخفين اسمهن الحقيقي حتى لا تمس العائلة بسوء لأن الغناء كان ينظر إليه اجتماعيا بنظرة سلبية.
عاشت زهرة الفاسية أكثر من ستين سنة في المغرب ابتداء من مدينة صفرو مسقط رأسها، ومرورا بكل من فاس المدينة التي بدأت فيها مسيرتها الفنية، ومدينة الرباط حيث بدأت تسجيل أسطواناتها الصوتية لتحط الرحال بمدينة الدار البيضاء كآخر مدينة مغربية ستستقر بها قبل الهجرة إلى فرنسا مطلع الستينيات ومنها إلى إسرائيل سنة 1964 لتستقر بشكل نهائي هناك مع العديد من العائلات اليهودية المنحدرة من المغرب. والمتفق عليه أن زهرة الفاسية من اليهود المغاربة، وقد بدأت مسيرتها الغنائية بإتقان فن الملحون المغربي والتلمساني، وسجلت أول أعمالها في العشرينات من القرن الماضي لدى شركة باطي وكراموفون. ورحلت في الأربعينات إلى العاصمة الرباط، واستقرت بمنزل محاذ للإذاعة المغربية، ثم بعدها إلى بيتها الجديد بزنقة سارة برنار بالدار البيضاء. وفي مطلع الستينات هاجرت إلى فرنسا، ومن هناك إلى فلسطين حيث سيستقر بها الحال بمدينة عسقلان (أشكلون) إلى أن وافتها المنية. وتم الاقتصار على إيراد اسمها الفني دون أدنى ذكر أو إشارة إلى اسمها الحقيقي.

## العصر الذهبي
فنيا تعتبر الفترة الممتدة بين 1940 و 1960 عصرها الذهبي من حيث العطاء، من أعمالها المتميزة:
- عيطة بيضاوية
- عيطة مولاي إبراهيم
- نشكي لربي

يرى المتتبعون للشأن الفني أن أغنيتها  الغربة العمل الفني الأكثر تقليدا بلا منازع في خزانة الأغاني المغربية، حيث أداها كل المطربين اليهود المغاربة بل المغاربيين بلا استثناء، نذكر منهم : سالم الهلالي، والبير سويسا، وفيليكس المغربي، وبطبول، وبنحاس.... دون أن ننسى أداءها من طرف جل مطربي الأغنية الجبلية المغربية. وقد تناوبت على تأديتها أيضا أغلب الأصوات المغربية التي أثتت بها فضاءات الأعراس منذ العشرينات من القرن الماضي.

## تكريم الفنانة
طبعت وزارة الثقافة المغربية أسطوانة خاصة بالفنانة زهرة الفاسية ضمن أنطولوجيا الموسيقى المغربية في الجزء الخاص بالمغنين اليهود المغاربة. والأسطوانة تتضمن ثمان أغان هي :
- حبيبي ديالي فين هو
- يا محلى وصولكم
- حبك تلفني على شغالي
- يا وردة
- الغربة
- زاد علي الغرام
- شعلت النار
- سعدي ريت البارح

## وصلات خارجية
- زهرة الفاسية على موقع ميوزك برينز (الإنجليزية)
- زهرة الفاسية على موقع ميوزك برينز (الإنجليزية)
- زهرة الفاسية على موقع ديسكوغز (الإنجليزية)
- (بالعربية) من تكون زهرة الفاسية؟